# Bretenière (Côte-d’Or)
Bretenière – miejscowość i gmina we Francji, w regionie Burgundia-Franche-Comté, w departamencie Côte-d’Or.
Według danych na rok 1990 gminę zamieszkiwało 675 osób, a gęstość zaludnienia wynosiła 112 osób/km² (wśród 2044 gmin Burgundii Bretenière plasuje się na 353. miejscu pod względem liczby ludności, natomiast pod względem powierzchni na miejscu 1177.).